# اکسپرسیویسم
اکسپرسیویسم (به انگلیسی: expressivism) نظریه‌ای در فرااخلاق است در مورد معنای زبان اخلاقی. بر اساس بیانی‌گرایی جملاتی که از اصطلاحات اخلاقی استفاده می‌کنند (برای مثال «شکنجه یک انسان بی‌گناه نادرست است») توصیفی یا بیانگر واقعیت نیستند؛ اصطلاحات اخلاقی مانند «نادرست»، «خوب» یا «عادلانه» به ویژگی‌های واقعی و درون‌جهانی اشاره ندارند. طبق اکسپرسیویسم کارکرد اصلی جملات اخلاقی بیان هیچ واقعیتی نیست، بلکه بیان یک نگرش ارزشی نسبت به موضوع ارزیابی است. از آن‌جا که کارکرد زبان اخلاقی غیر توصیفی است، جملات اخلاقی هیچ شرط صدقی ندارند. از این رو بیان‌گرایان یا اجازه نمی‌دهند که جملات اخلاقی ارزش صدق داشته باشند، یا به مفهومی از صدق تکیه می‌کنند که به هیچ شرط صدق توصیفی برای جملات اخلاقی استناد نمی‌کند.

## نمای کلی
اکسپرسیویسم نوعی ضدواقع‌گرایی اخلاقی یا غیرواقع‌گرایی است: این دیدگاه که هیچ واقعیت اخلاقی وجود ندارد که جملات اخلاقی آن را توصیف یا بازنمایی کنند و هیچ ویژگی یا رابطه اخلاقی وجود ندارد که اصطلاحات اخلاقی به آن اشاره داشته باشند. اکسپرسیویست‌ها روایت‌های برساخت‌گرایانه از حقایق اخلاقی، مثلاً کانت‌گرایی، و روایت‌های واقع‌گرایانه، مثلاً شهودگرایی اخلاقی را انکار می‌کنند.
از آن‌جا که اکسپرسیویسم ادعا می‌کند که کارکرد زبان اخلاقی توصیفی نیست، به ضدواقع‌گرا اجازه می‌دهد از هیچ‌انگاری اخلاقی اجتناب کند: این دیدگاه که تفکر و گفتمان اخلاقی عادی مرتکب خطای عمیق و فراگیر می‌شوند و همه گزاره‌های اخلاقی ادعاهای هستی‌شناختی نادرستی دارند.